# Thérèse Liotard
Thérèse Liotard (Lilla, Nord, França, 6 de maig del 1949) és una actriu francesa coneguda pel seu paper en la pel·lícula La Gloire de mon père, de Marcel Pagnol). També en la televisió britànica per les seves interpretacions en la sèrie de la BBC Bergerac.
Va fer el seu debut televisiu a França com a presentadora a l'ORTF el 1970.
En la pel·lícula La mort en directe de Bernard Tavernier, el seu paper en anglès va ser doblat per Julie Christie.

## Filmografia
| Any             | Títol                                          | Paper          | Notes                                           |
| --------------- | ---------------------------------------------- | -------------- | ----------------------------------------------- |
| 1977            | L'una canta, l'altra no                        | Suzanne        |                                                 |
| 1980            | La Mort en directe                             |                | De Bertrand Tavernier                           |
| 1981            | Viens chez moi, j'habite chez une copine       | Françoise      | De Patrice Leconte                              |
| 1983, 1990–1991 | Bergerac                                       | Danielle Aubry | Sèrie de televisió                              |
| 1987            | Un ragazzo de Calabria                         | Mariuccia      |                                                 |
| 1988            | Quelques jours avec moi                        | Régine         |                                                 |
| 1990            | La glòria del meu pare (La Gloire de mon père) | Tia Rosa       | Nominació − César a la millor actriu secundària |
| 1990            | Le Château de ma mère                          | Tia Rosa       | Nominació − César a la millor actriu secundària |
| 1991            | L'Irlandaise                                   | Liliane        | Telefilm                                        |
| 1992            | Per culpa d'ella (À cause d'elle)              | Mme Hervy      |                                                 |
| 1999            | Pas de scandale                                | Mme Guérin     |                                                 |